# Вулиця Мистецтв (Харків)
Вулиця Мистецтв — вулиця в центрі міста Харкова, розташована в Київському адміністративному районі. Починається від вулиці Григорія Сковороди і йде на південний схід до вулиці Кирпичова (до території Харківського політехнічного інституту). Вулицю перетинає Каплунівський провулок.

## Історія і назва
Вулиця Мистецтв розташована в центральній частині Харкова, в районі вулиці Григорія Сковороди (колишня Велика Німецька). Початкова назва — Каплунівська (1876). В першій половині XIX століття на місці сучасної вулиці Мистецтв було міське Каплунівське кладовище, за яким починалися орні землі державних селян. На території кладовища знаходилася Різдво-Богородична церква (1771, відома у Харкові як Каплунівська). На початку 19 ст. на її місці побудована кам'яна цвинтарна церква за проєктом П. А. Ярославського (освячена в 1810 р.). Каплунівський цвинтар був закритий для поховання в 1822 році. Цвинтарний храм в ім'я Різдва Богородиці, який мав назву Каплунівський від храмової ікони в ім'я Каплунівської Божої Матері, став парафіяльним. У 1841 р. церква була оновлена та освячена на честь Різдва Пресвятої Богородиці. А у 1845 році було прийнято рішення ліквідувати Каплунівське кладовище.
З 1830-х років державні селяни почали забудовувати територію колишнього кладовища. У 1856 році ця територія увійшла до меж Харкова, вулиця Велика Німецька була продовжена, нові споруди біля храму Різдва Пресвятої Богородиці отримали офіційну адресу — Каплунівська площа.
У 1923 році Каплунівська вулиця отримала ім'я Іллі Рєпіна. 25 лютого 1928 р. перейменована на честь 10-річчя РСЧА на вулицю Червонопрапорну. У період німецької окупації Харкова у 1942—1943 рр. мала початкову назву. 20 листопада 2015 року вулиця змінила назву ще раз. При виконанні закону про декомунізацію Червонопрапорна вулиця отримала назву вулиця Мистецтв.

## Будинки
- Будинок № 4 — пам'ятка архітектури Харкова, охорон. № 129. Єпархіальний музей старожитностей та єпархіальна бібліотека, 1912 рік, архітектори В. М. Покровський, П. В. Величко. Будинок також є пам'яткою історії, охорон. № 92. Будинок побудовано в стилі модерн з елементами російсько-візантійського стилю другої половини 19 століття. Музей старожитностей у цьому будинку існував з 1913 по 1922 рік. У 1922—1931 роках тут розміщувався Будинок письменників ім. Василя Еллан-Блакитного, у цей період було реконструйовано інтер'єри.[4] Пізніше тут працював Інститут проблем машинобудування АН УРСР, а після 1982 року — Радіоастрономічний інститут НАН України. На фасаді встановлено меморіальні дошки з іменами відомих письменників, а також дошки, присвячені науковцям Г. Ф. Проскурі і С. Я. Брауде, які працювали в цьому будинку[5].
- Будинок № 5 — земельну ділянку, на якій розташовано цей будинок, купив у 1910 році купець 2-ї гільдії Іларіон Миколайович Шилов. У 1911 році Шилов почав будувати тут кам'яний 6-поверховий прибутковий будинок з підвалом і кам'яний 4-поверховий флігель з підвалом у глибині двору. У будинку було новітнє на ті роки обладнання — центральне водопостачання, каналізація, парове опалення, електрика. Флігель призначався для навчального закладу — приватної гімназії, засновницею якої стала Анфіса Степанівна, дружина Іларіона Шилова. Домоволодіння Шилова неодноразово продавалося, а після жовтневого перевороту, у 1920 році, було націоналізоване. У 1927 році будинок став студентським гуртожитком. Нині будинок використовується як житловий[2].
- Будинок № 7/9 — дитяча музична школа № 6 імені М. В. Лисенка[6].
- Будинок № 8 — пам'ятка архітектури, охорон. № 128. Будівля Харківського художнього училища, 1913 рік, архітектор К. М. Жуков. З 2001 року це Харківська державна академія дизайну та мистецтв[5]. Будівля побудована у стилі українського модерну із застосуванням мотивів народного зодчества. На фасадах розміщені майолікові панно.[4] 7 жовтня 2021 р. перед фасадом будівлі було відкрито пам'ятник засновниці малювальної школи Марії Раєвській-Івановій (скульптор — Неля Вітвіцька)[7].
- Будинок № 17 — пам'ятка архітектури, охорон. № 130. Житловий будинок, 1913 рік, архітектор М. Ф. Піскунов.

## Галерея

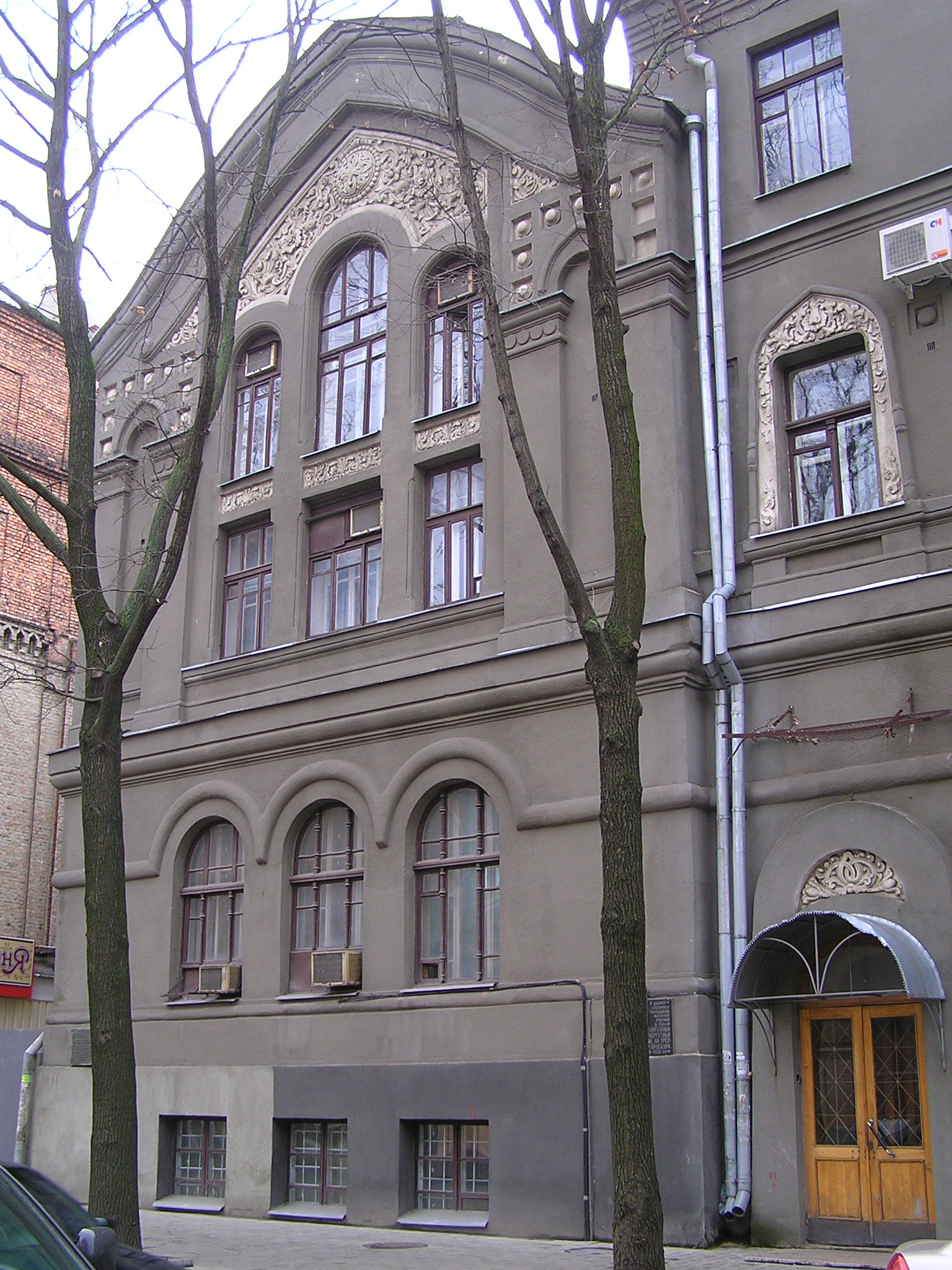
Будинок № 4
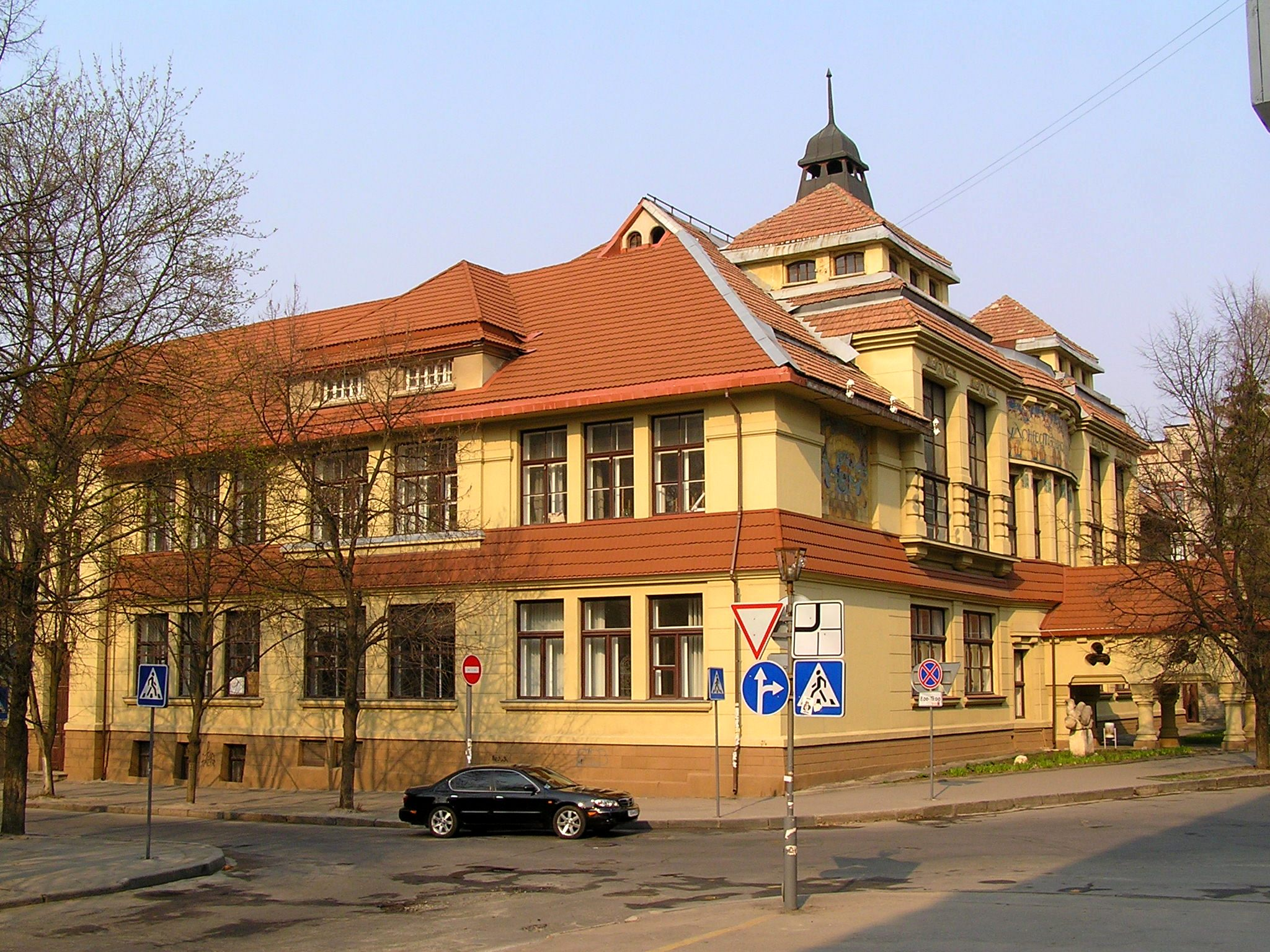
Будівля Харківського художнього училища. Нині — Харківська державна академія дизайну та мистецтв
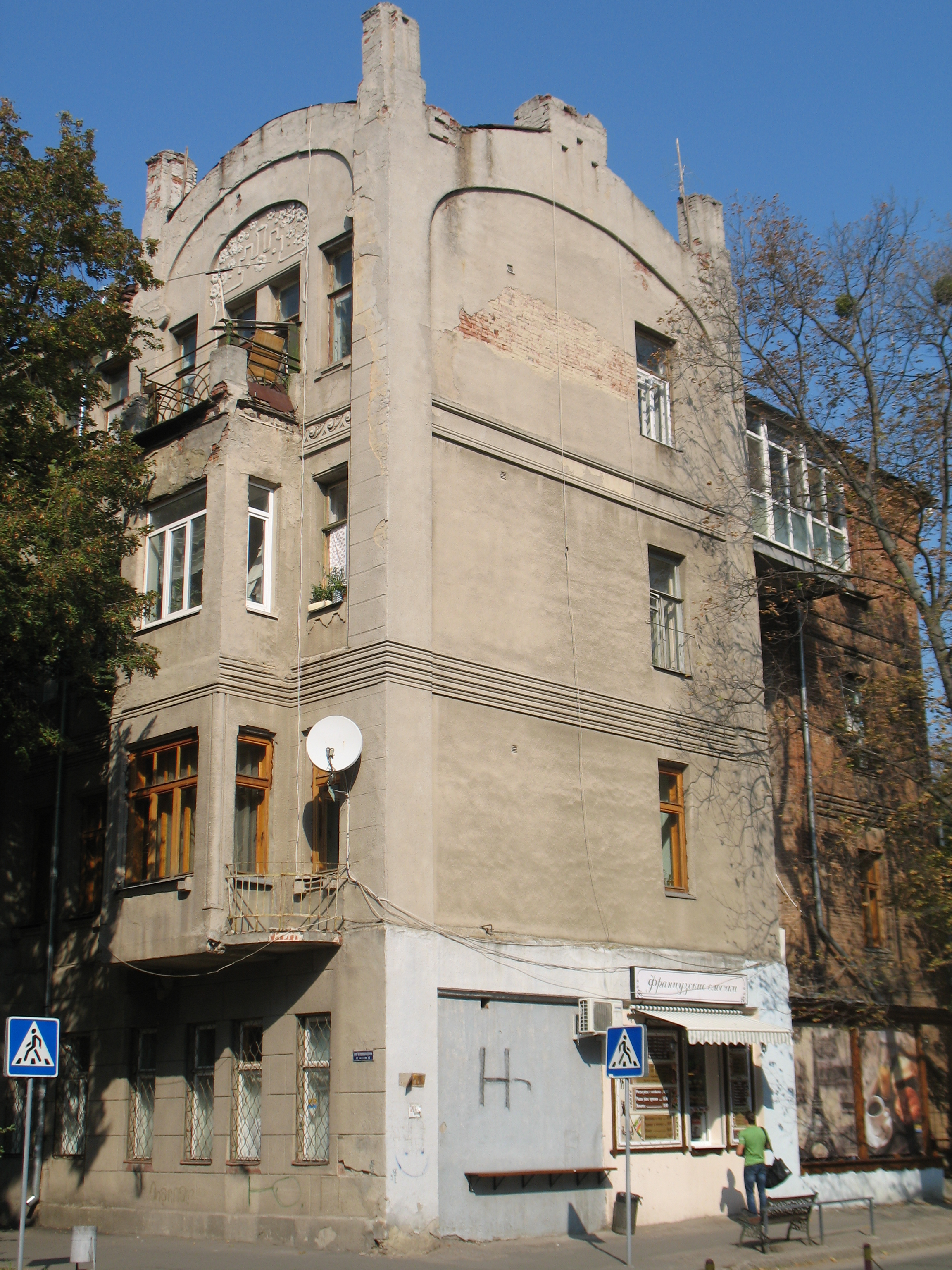
Будинок № 17